# Smukleniec
Smukleniec (Neides) – rodzaj pluskwiaków z podrzędu różnoskrzydłych i rodziny smukleńcowatych.
Pluskwiaki o silnie wydłużonym i smukłym ciele, ubarwionym szarawożółto z ciemnobrązowymi do czarnych ostatnimi członami czułków i stopami. Czułki są bardzo silnie wydłużone i mają lekko pogrubiony pierwszy człon. Na rzeźbę przedplecza składają się trzy podłużne żeberka i drobne siateczkowanie. Trójkątnego zarysu tarczka osiąga małe rozmiary. Występuje polimorfizm skrzydłowy. Formy długoskrzydłe mają wypukły tył przedplecza oraz półpokrywy z drobnym siateczkowaniem między żyłkami przykrywki i pięcioma żyłkami w zakrywce. Formy krótkoskrzydłe mają spłaszczone przedplecze i zredukowaną zakrywkę. Odnóża są wąskie i silnie wydłużone, lekko zgrubiałe w odsiebnych częściach ud. Zatułów ma ujścia gruczołów zapachowych rozbudowane do formy uszkowatych wyrostków, wyraźnie widocznych patrząc na owada od góry.
Są to owady głównie fitofagiczne, ale uzupełniają swoją dietę żywymi i martwymi stawonogami o niewielkich rozmiarach, np. mszycami.
Przedstawiciele rodzaju występują wyłącznie w krainie palearktycznej. W Polsce występuje tylko smukleniec komarnicowaty (zobacz: smukleńcowate Polski).
Rodzaj ten wprowadził w 1802 roku Pierre-André Latreille wyznaczając jego gatunkiem typowym Cimex tipularius. Obejmuje 6 opisanych gatunków:
- Neides aduncus Fieber, 1859
- Neides afghanus Seidenstücker, 1968
- Neides brevipennis Puton, 1895
- Neides gomeranus Heiss, 1978
- Neides propinquus Horvath, 1901
- Neides tipularius (Linnaeus, 1758) – smukleniec komarnicowaty